# فرانسوا-پل آلیبر
فرانسوا-پل آلیبر (به فرانسوی: François-Paul Alibert) شاعر و روزنامه‌نگار قرن نوزدهم میلادی اهل فرانسه است.